# Бой у Солениковой ватаги

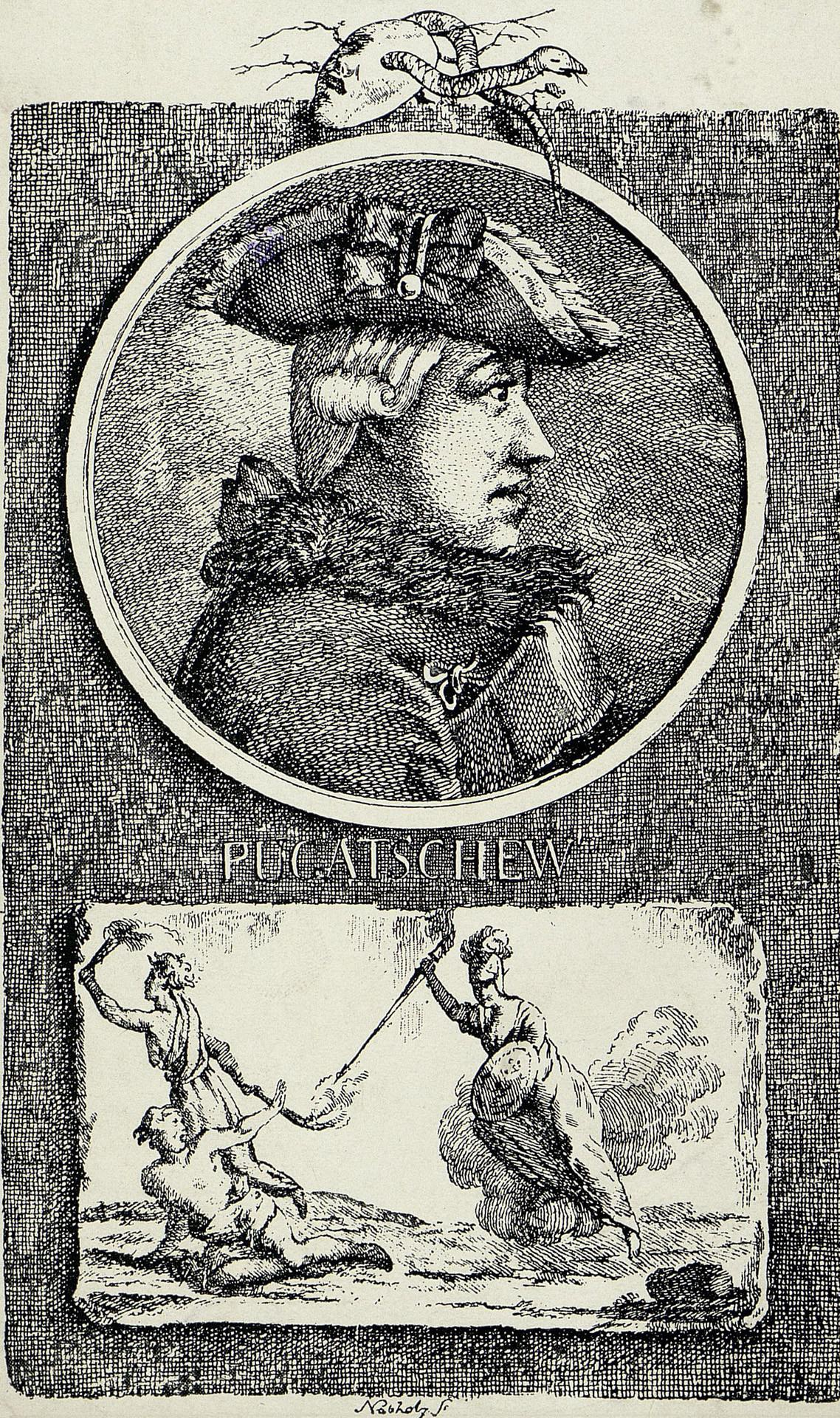
Емельян Иванович Пугачёв. Портрет работы Иоганна Набхольца.

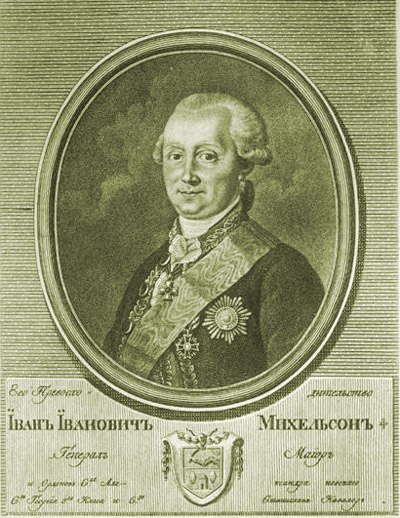
Иван Иванович Михельсон. Портрет работы Гаврилы Скородумова.

Бой у Солениковой ватаги — последнее крупное сражение Крестьянской войны 1773—1775 годов, происшедшее 25 августа 1774 года близ Чёрного яра. В ходе боя войска подполковника И. И. Михельсона нанесли повстанцам сокрушительное поражение; битва окончательно решила судьбу восстания Пугачёва.

## Предыстория
После поражения у Казани армия Пугачёва, во время похода по Поволжью вновь возросшая до 10 тысяч человек, была настигнута правительственным отрядом подполковника И. И. Михельсона близ Чёрного яра у рыбацкой Солениковой ватаги.

## Бой
На рассвете 25 августа (5 сентября) 1774 года Михельсон приказал открыть огонь из всех имеющихся орудий по порядкам пугачёвцев. Понимая, что иного выхода у него нет, так как Михельсон перекрыл его армии все пути отступления на юг, Емельян Пугачёв решил принять бой. После начала обстрела своих позиций орудиями правительственных войск Пугачёв отдал приказ открыть ответный огонь из всех 24 имеющихся в его распоряжении пушек, находящихся под командованием казацкого полковника Фёдора Чумакова. Приказ был незамедлительно выполнен, и артиллерийская перестрелка продолжалась не менее 30 минут.
Однако пугачевские пушки не смогли нанести отряду Михельсона значительного урона, так как из-за собственной непредусмотрительности Чумаков слишком сильно выдвинул их вперёд, к позициям регулярных войск, так что те, в то же самое время, оказались на значительном отдалении от основных порядков мятежной армии и стали практический беззащитны против вражеской кавалерии и пехоты (на следствии Пугачев назвал эту оплошность главной причиной поражения в битве).
Кроме того, правительственные войска были защищены возвышенностью, тогда как мятежная армия, напротив, располагалась в низине. В конечном итоге, заметив крупную ошибку Чумакова, Михельсон отдал приказ своим кавалеристам отбить пушки у мятежников, который те с лёгкостью выполнили, оставив восставших без всей артиллерии уже через 30—40 минут после начала сражения.
Узнав об утрате артиллерии, Пугачёв приказал любой ценой отбить её у врага. Поэтому, пользуясь численным преимуществом, воодушевлённые Пугачёвым мятежники смело начали лобовое наступление на позиции правительственных войск. Однако, получив несколько картечных залпов практически в упор, нестройные ряды наступающих повстанцев дрогнули и в панике начали беспорядочное отступление.
Пугачёв, пытаясь остановить бегство своей армии с поля боя, сумел собрать несколько разрозненных отрядов и лично повёл их в бой. Однако одновременно ударившая по обоим флангам мятежников кавалерия Михельсона без труда опрокинула и эту отчаянную атаку. После чего однородное мятежное скопище пугачёвцев в начале фактически было разбито на несколько отдельных частей вклинившимися между ними в нескольких местах отрядами кавалерии регулярных войск, а вскоре и вовсе оказалось в окружении. С фронта теснимые артиллерийскими залпами орудий правительственных войск, мятежники бежали назад и оказывались под саблями кавалеристов.
Поняв, что поражение неизбежно, Пугачев и ещё около 200 повстанцев (в основном казаков) из его личной «гвардии» сумели в последний момент покинуть поля боя и, оторвавшись от преследовавших их не менее 40 вёрст конных отрядов Михельсона, бежать на юго-восток, за Волгу. Пехоте из отряда Михельсона так и не пришлось вступать в бой.

## Последствия
В результате сражения Пугачев вновь фактически остался без армии. В бою погибли около 2000 мятежников, ещё 6000 были взяты в плен либо дезертировали. Среди погибших повстанцев оказался и один из ближайших соратников Пугачева Андрей Овчинников. Потери отряда Михельсона в бою составили 16 человек убитыми и 74 ранеными. Сам бежавший за Волгу Пугачёв был через две недели — 8 (19) сентября 1774 года схвачен сподвижниками и выдан властям.